# Cyclophragma
Cyclophragma is een geslacht van vlinders van de familie spinners (Lasiocampidae), uit de onderfamilie Lasiocampinae.

## Soorten
- C. centralistrigata (Bethune-Baker, 1904)
- C. cyclomela (Lower, 1903)
- C. leucosticta (Grünberg, 1913)